# Людвиновська сільська рада
Людвиновська сільська рада (біл. Людвіноўскі сельсавет; до 2013 року — Костеневицька сільська рада з центром в Костеневичах) — адміністративно-територіальна одиниця в складі Вілейського району розташована в Мінській області Білорусі. Адміністративний центр — Людвиново.
Костеневицька сільська рада розташована на межі центральної Білорусі, у північній частині Мінської області орієнтовне розташування — супутникові знімки [Архівовано 1 травня 2013 у WebCite], на північний схід від Вілейки.
До складу сільради входять 37 населених пунктів:
- Андоловщина
- Орпа
- Борові
- Волоськи
- Вовчки
- Гедевичі
- Горки
- Глибенки
- Горбачове
- Гірське
- Гуторівщина
- Давидки
- Добровичі
- Єрхи
- Заблощино
- Задвір'я
- Івашиновичі
- Костики
- Клесино
- Кореківці
- Костеневичі
- Лотевичі
- Леоновичі
- Лозові
- Людвиново
- Малишки
- Манихи
- Новосілки
- Озеродовичі
- Ольшівці
- Осташково
- Підбереззя
- Сервач
- Сосенка
- Субочі
- Сутьки
- Терешки